# Кубанська Радянська Республіка
Кубанська Радянська Республіка (13 квітня — 30 травня 1918)- частина Російської Радянської Федеративної Соціалістичної Республіки на теренах Кубані. Столиця — Катеринодар.
Була створена навесні 1918 року як радянська альтернатива Кубанській Народній Республіці, сили якої були змушені залишити Катеринодар у березні 1918 року під натиском більшовиків. 30 травня 1918 увійшла до складу Кубано-Чорноморської Радянської Республіки.